# Aricia infracandica
Aricia infracandica är en fjärilsart som beskrevs av Ruggero Verity 1920. Aricia infracandica ingår i släktet Aricia och familjen juvelvingar. Inga underarter finns listade i Catalogue of Life.